# Embaixada da Venezuela em Brasília
A Embaixada da Venezuela em Brasília é a principal representação diplomática da República Bolivariana da Venezuela no Brasil. Está localizada na Avenida das Nações, na quadra SES 803, Lote 13, no Setor de Embaixadas Sul, na Asa Sul.
A embaixada não tem um embaixador desde 2016, após o mesmo ter sido retirado em protesto pelo impeachment de Dilma Rousseff. Mudanças governamentais e problemas internos resultantes da crise presidencial na Venezuela em 2019 levaram a diplomacia entre os dois países a uma situação complicada: María Teresa Belandria Expósito é a embaixadora de jure reconhecida pelo Brasil, sendo reconhecida pelo governo auto-declarado de Juan Guaidó. Entretanto, a embaixada continua trabalhando para o governo liderado por Nicolás Maduro e sendo a representação de facto da Venezuela. Após a embaixada e os consulados brasileiros serem fechados na Venezuela em abril de 2020, se esperava, como de praxe, que fosse aplicada a reciprocidade, o que não aconteceu até agora. Em setembro, os diplomatas que permanecem em Brasília foram declarados personae non grata e tiveram seus status diplomáticos retirados.

## História
Assim como outros países, a Venezuela recebeu de graça um terreno no Setor de Embaixadas Sul na época da construção de Brasília, medida que visava a instalação mais rápida das representações estrangeiras na nova capital.
O complexo é formado pelo prédio da chancelaria, um edifício de dois andares onde fica a burocracia da representação diplomática e onde os visitantes são atendidos, e a residências dos diplomatas. No jardim interno há uma piscina redonda e um campo de futebol.

### Crise diplomática (2016-atualmente)
Com o Impeachment de Dilma Rousseff em 2016, Nicolás Maduro chamou de volta, em protesto, o embaixador Alberto Castelar, que foi o último do governo oficial da Venezuela em Brasília. Desde então, o país não enviou outro embaixador, e a relação entre os países entrou em decadência. O Ministério das Relações Exteriores, sob a nova gestão de José Serra, respondeu criticando os "países bolivarianos alinhados ao PT". Após a Venezuela declarar o embaixador brasileiro em Caracas, Ruy Nogueira personae non grata, o governo brasileiro fez o mesmo com o encarregado de negócios Gerardo Delgado, que estava comandando a embaixada na ausência de um embaixador.
Em 2019, após as eleições, começa a crise presidencial na Venezuela em 2019, com acusações de fraude ao vencedor, o presidente Nicolás Maduro, e a posterior ascensão de Juan Guaidó ao cargo de presidente auto-declarado, sendo reconhecido por boa parte das nações ocidentais e vizinhos sul-americanos, incluindo o Brasil.
Em junho de 2019, a advogada María Teresa Belandria Expósito foi reconhecida como embaixadora da Venezuela pelo governo brasileiro. Entretanto, a mesma não assumiu a embaixada, que segue sob o comando dos diplomatas alinhados a Maduro. Ela passou a trabalhar em uma sala improvisada próxima a Esplanada dos Ministérios. Os apoiadores de Guaidó chegaram a tentar invadir a embaixada na Asa Sul, mas sem sucesso.
No dia 2 de maio, a embaixada brasileira em Caracas foi fechada, o que já havia acontecido com os consulados, e os funcionários retornaram ao Brasil. Se esperava que a Venezuela tivesse feito o mesmo com os diplomatas em Brasília e em seus consulados, o que não aconteceu. Em setembro de 2020, diante da recusa dos representantes de Caracas em deixar Brasília, o Itamaraty declarou os diplomatas personae non grata e retirou seus status diplomáticos, não contando com as imunidades e privilégios de suas funções. Apesar dos atritos, os venezuelanos, entretanto, esperam que o período turbulento da diplomacia brasileira seja passageiro e que logo esta retorne a ser a referência que sempre foi para a América Latina.

## Serviços
A embaixada realiza os serviços protocolares das representações estrangeiras, como o auxílio aos venezuelanos que moram no Brasil e aos visitantes vindos da Venezuela e também para os brasileiros que desejam visitar ou se mudar para o país. Um enorme contingente de refugiados venezuelanos tem atravessado as fronteiras entre a Venezuela e o Brasil buscando fugir da crise humanitária que assola o país, e a embaixada tem lidado com a questão. Do outro lado, cerca de dez mil brasileiros permanecem na Venezuela. Além da embaixada de Brasília, a Venezuela conta com mais seis consulados gerais no Rio de Janeiro, em São Paulo, em Recife, em Belém, em Manaus e em Boa Vista.
Outras ações que passavam pela embaixada eram as relações diplomáticas com o governo brasileiro nas áreas política, econômica, cultural e científica. Brasil e Venezuela sempre tiveram relações amistosas, com o auge durante a década de 2000 durante os governos de Lula do Brasil e Hugo Chávez da Venezuela. Após a morte de Chávez em 2013, o governo passou para Nicolás Maduro, e Dilma Rousseff assume o Brasil a partir de 2010. Enquanto a líder brasileira foi derrubada por um processo de impeachment, o governo de Maduro passou a ser classificado, por vários países, como uma ditadura, incluindo o Brasil sob novo governo. Desde então, as boas relações entre ambos acabaram, com a saída de boa parte das empresas brasileiras e da própria embaixada, em 2020. Em 2019, o comércio entre os países movimentou apenas 300 milhões de dólares, pouco perto dos 5,13 bilhões registrados no auge das relações, em 2008. Os países ainda mantém, porém, alguns acordos e relações, como a que envolve a distribuição de energia elétrica para Roraima.